# تأثير الغزو الروسي لأوكرانيا على محطات الطاقة النووية
تضم أوكرانيا أربع محطات للطاقة النووية، فضلا عن منطقة تشيرنوبل المحظورة، موقع كارثة تشيرنوبيل عام 1986. اعتبارًا من 11 مارس، شهدت كل من تشيرنوبيل ومحطة زابوروجييه للطاقة النووية معارك خلال الغزو الروسي لأوكرانيا عام 2022. أثار الغزو نقاشًا هامًا حول وضع محطات الطاقة، بما في ذلك المخاوف من الكوارث المحتملة،  وأثار أيضًا نقاشات حول برامج الطاقة النووية في دول أوروبية أخرى.

## المعارك
وقعت معركة تشيرنوبيل في 24 فبراير، في اليوم الأول من الغزو، كجزء من هجوم كييف. استولت القوات الروسية على منطقة الحظر في نفس اليوم.
بدأت معركة إنيرهودار في 28 فبراير، حيث تقدمت القوات الروسية خلال هجوم جنوب أوكرانيا. بدأ الهجوم الروسي على محطة زابوروجييه للطاقة النووية في 3 مارس، واستولت على المحطة في اليوم التالي. في 6 مارس، أصدرت الوكالة الدولية للطاقة الذرية بيانًا أعربت فيه عن قلقها إزاء التدخل العسكري الروسي المحتمل في عمليات محطة الطاقة وإزاء قطع شبكات الهاتف المحمول والإنترنت التي تستخدمها المحطة للاتصالات.

## مخاوف السلامة
منذ السيطرة الروسية على تشيرنوبيل وزابوروجييه، أثيرت عدد من المخاوف المتعلقة بالسلامة من قبل الوكالة الدولية للطاقة الذرية والحكومة الأوكرانية، بما في ذلك الفشل في توفير الراحة المناسبة للموظفين ونقص أعمال الصيانة المنتظمة التي يتم تنفيذها. أبلغت الصيدليات في العديد من البلدان الأوروبية عن بيع حبوب اليود في أول أسبوعين بعد الغزو. ومع ذلك، خلصت العديد من سلطات السلامة النووية الأوروبية حتى الآن إلى أنه لا يوجد خطر مباشر بحدوث كارثة إشعاعية كبيرة.
في 6 مارس، أجرى الرئيس الفرنسي إيمانويل ماكرون مكالمة هاتفية مع الرئيس الروسي فلاديمير بوتين حث فيها بوتين على «ضمان سلامة هذه المحطات واستبعادها من الصراع». بعد الاتصال، أصدر الكرملين بيانًا قال فيه إنه مستعد للدخول في مفاوضات مع الوكالة الدولية للطاقة الذرية والحكومة الأوكرانية بشأن ضمان هذه السلامة.

## نقاشات حول الطاقة النووية في أوروبا
أدى غزو أوكرانيا إلى زيادة النقاش حول مستقبل الطاقة النووية في أوروبا، حيث جادل عدد من المعلقين لصالح زيادة توليد الطاقة النووية من أجل تقليل الاعتماد على الغاز الطبيعي المستورد من روسيا.
شهدت ألمانيا على وجه الخصوص مناقشات حول التخلص التدريجي من الطاقة النووية، حيث أغلقت معظم محطات الطاقة النووية في البلاد منذ عام 2011، ومن المقرر إغلاق الثلاث المتبقية أيضًا. في 28 فبراير، صرح وزير الاقتصاد الألماني أن الحكومة الألمانية ستنظر في تعليق التخلص التدريجي من محطات الطاقة النووية المتبقية في البلاد. ومع ذلك، في 9 مارس، أصدرت ألمانيا بيانًا يرفض الدعوات لتعليق التخلص التدريجي من الطاقة النووية  كما شهدت بلجيكا أيضًا مناقشات حول إطالة العمر الافتراضي لمفاعلاتها النووية الحالية.
كتب جورج مونبيوت في صحيفة الغارديان أن أوروبا «تتلقى بشكل جماعي 41٪ من وارداتها من الغاز و27٪ من وارداتها النفطية من روسيا»، مجادلا أن أوروبا «حوّلت أنفسنا إلى الاعتماد الجبان على تلك الحكومة الاستبدادية، من خلال فشل ذريع في فطم أنفسنا عن الوقود الأحفوري.» 
أثار بعض المعلقين أيضًا قضايا الصادرات الروسية لتكنولوجيا الطاقة النووية. في فنلندا، تم إلغاء مشروع محطة هانهيكيفي للطاقة النووية بسبب الغزو. صرح هارتموت وينكلر من جامعة جوهانسبرغ أن شركة روس آتوم الروسية للطاقة النووية واجهت خسارة كبيرة في الأعمال التجارية الدولية بسبب الغزو، مشيرًا إلى أن «عصر البناء النووي الروسي الأجنبي من المرجح أن ينتهي قريبًا».